# Tom Ordelman
Theodor Hermann (Tom) Ordelman (Rheden, 13 oktober 1957 – Arnhem, 8 oktober 2016) was een Nederlandse schrijver, dichter, journalist, essayist en literair vertaler.

## Jeugd en opleiding
Ordelman groeide op in Arnhem als oudste van twee zonen in een arbeidersgezin. Na zijn middelbareschoolopleiding, deels in Arnhem en deels in Hoogezand, studeerde hij Neerlandistiek en Arabistiek aan de Katholieke Universiteit Nijmegen.

## Journalistiek
Ordelman begon zeer vroeg met schrijven. Zijn vroegste publicaties (over het toenmalige Amerikaanse ruimtevaartprogramma) zijn uit 1967, twee jaar voor de eerste maanlanding, toen hij tien jaar oud was. In kringen van Nederlandse astronomen en ruimtevaartdeskundigen werd hij gezien als een wonderkind.
Sindsdien verschenen van zijn hand duizenden artikelen en interviews over de meest uiteenlopende onderwerpen in binnen- en buitenlandse kranten en tijdschriften, werkte hij als radio- en televisieverslaggever voor diverse Nederlandse en Duitse nieuws- en actualiteitenprogramma's, schreef en vertaalde hij talrijke boeken en essays over informatietechnologie, datacommunicatie en theoretische fysica, trad hij, samen met Simon Vinkenoog en Martin Boot op als hoofdredacteur van het esoterisch-filosofisch-culturele tijdschrift Bres en publiceerde hij daarnaast verhalen en gedichten, zowel in tijdschriften als in boekvorm.
Hij schreef artikelen en verhalen voor onder meer het ANP, de dagbladen Algemeen Dagblad, Het Parool, Haagsche Courant, Nieuwsblad van het Noorden, Noord-Ooster, De Gelderlander, Tubantia en die tageszeitung en de tijdschriften Avenue, Elseviers Weekblad, NieuwsNet, Rits (later: Aktueel), Hollands Diep, Opwenteling, Computable, Siemens Data Interview, K&E, BBC Gulfwide, Paris Match en Stern.
Vooral op de Nederlandstalige Wikipedia, maar ook op andere projecten van Wikimedia Foundation, was hij van 2006 tot een jaar voor zijn dood actief onder de naam Thor NL. Meer dan de helft van zijn bijdragen plaatste hij in 2007.

## Televisiewerk
In de jaren negentig werkte Ordelman ook als tv-verslaggever voor SBS6, Net5, RTL en de Duitse zenders WDR, ARD en ZDF. Programma's waaraan hij meewerkte waren onder meer Nieuws, 06-11 Weekend (later: 112 Weekend) van RTL, Aktueel, Hart van Nederland, 8voor8 van SBS6/Net5, Tagesschau, Tagesthemen, Brisant van de ARD, Heute van het ZDF en Hier und Heute, WDR aktuell en Aktuelle Stunde van de WDR.

## Beknopte bibliografie

### Oorspronkelijk werk
- Das Bekratzte Kaiserreich/Het bekraste keizerrijk (1981) - gedichten met foto's van Jürgen Klauke, uitgeverij Ravenberg Pers - ISBN 90 70399 02 4.
- Roos (1983) - gedichten, uitgeverij In Foro/Datum.
- Fast White Blues (2005) - Engelse, Duitse en Nederlandse gedichten.
- Ten Noorden van de Hand / Koos (1983) - verhalen, Schouwburg Arnhem, ISBN 90 9000483 1.
- Transformaties (1994) - verhalen.
- Valt er nog wat te redden? (1983) - non-fictie.
- Muisgestuurde Menu's: ontwerp & programmering (1988) - non-fictie, uitgeverij Kluwer PC Boeken, Deventer - ISBN 90 201 2092 1 (boek), ISBN 90 201 2114 6 (2 diskettes).
- Gebundelde Interviews (1989) - interviews.

### Vertalingen
- Hans ten Dam - Een ring van licht als Ein Ring aus Licht (1981), uit het Nederlands.
- H.G. Wells - Mind at the End of Its Tether als De geest ten einde raad (1982), uit het Engels.
- André Breton - Surrealistische poëzie (1986), uit het Frans.
- Guglielmo Achille Cavellini - Vita di un genio als Het leven van een genie[bron?] (1989), uit het Italiaans.

- International Standard Name Identifier: 0000 0003 8751 7506
- Nederlandse Thesaurus van Auteursnamen: 073755176
- Virtual International Authority File: 280471337
- WorldCat: E39PBJjd9HTpTCfhd7QDRDryVC